# Ноджмет
Ноджмет — древнеегипетская знатная дама конца XX — начала XXI династий Египта, жена верховного жреца Амона в Фивах Херихора.

## Биография
Ноджмет, возможно, приходилась дочерью последнему фараону из рамессидов — Рамсесу XI, и, вероятно, женой Пианха, если он действительно был предшественником Херихора (согласно Карлу Янсен-Винкельну). В свои ранние годы Ноджмет носила титулы «Хозяйка дома» и «Распорядительница гарема Амона». Согласно египтологам Эйдану Додсону и Даян Хилтон, у Ноджмет было несколько детей от первого мужа Пианха: Хеканефер, Хекамаат, Анхефенмут, Файенмут (дочь) и наиболее известный среди прочих Верховный жрец Амона / фараон Пинеджем I. Ноджмет стала доверенным лицом Пианха и руководила Фивами, пока её муж отправлялся в Нубию. После смерти Пианха в около 1070 году до н. э. его место занял Херихор; Ноджмет сохранила своё положение, став его женой. Позже Херихор провозгласил «царство» в пределах границ храма Амона в Карнаке, а Ноджмет фактически стала его «царицей»: её имя заключалось в картуш, затем получила титулы «Госпожа Двух земель» и «Мать фараона».
Ноджмет пережила и второго мужа, скончавшись в первые годы правления фараона Смендеса (ок. 1064 год до н. э.).

## Мумия

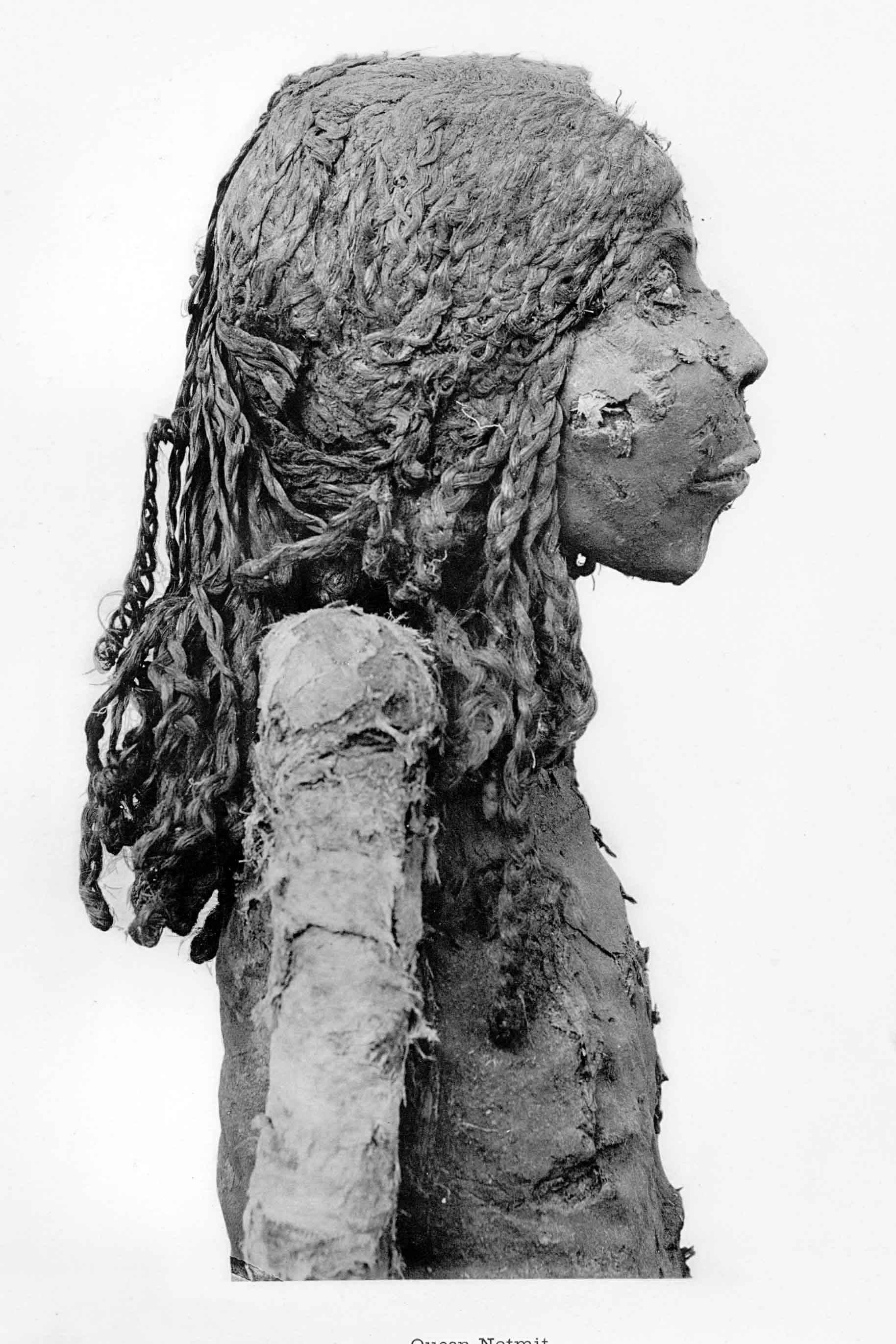
Мумия Ноджмет. Каирский египетский музей

Её мумия пожилой женщины обнаружена в тайнике Дейр-эль-Бахри (TT320). Мумификация её тела проходила по новой технологии. Сердце оставлено в теле. Рядом с мумией лежали две Книги мёртвых. Одна из них (папирус BM 10490) в наши дни представлена в Британском музее и содержит надпись «Мать фараона Ноджмет, дочь матери фараона Хрера» (при этом имя Ноджмет заключено в картуш, а имя Хрера нет). Так как Ноджмет была женой Херихора, титул Хрера иногда трактуется как «царская тёща», хотя её титул «Кто выносила сильного быка» указывает на то, что она дала жизнь фараону.

## Две Ноджмет
Бытует мнение о существовании двух Ноджмет: царица Ноджмет и мать Херихора, чью мумию обнаружили в тайнике, то есть у Херихора была жена по имени Ноджмет (что признал ещё Шампольон) и мать по имени Ноджмет (идея Эдуара Навилля 1878 года). Навилль выдвинул свою идею, основываясь на папирусе BM 10541 — второй Книге мёртвых из её гробнице. А. Тейс отметил, что имя Херихора также встречается на данном папирусе, а Ноджмет называется в обеих Книгах мёртвых «Женой фараона». Правящей семье на границе XX и XXI династий свойственна повторяемость имён, поэтому у Херихора могли быть мать и жена с одним именем. Если Ноджмет из царского тайника действительно была матерью Херихора, следовательно, Хрера должна приходиться ему бабкой, а не свекровью. В этой связи Хрера могла быть женой Верховного жреца Аменхотепа.
Ноджмет из царского тайника именуют «Ноджмет А» (=мать Херихора), а жену Херихора — «Ноджмет Б». Упоминание о жене Ноджмет встречается в храме Хонсу, где она изображена во главе процессии детей Херихора, и на Лейденской стеле V 65, где она изображена с первосвященником (без царских регалий) Херихором.